# Весна Томић
Весна Томић је српска књижевница и ауторка једанаест објављених књига поезије и прозе. Позната у књижевним круговима као прозни и поетски писац дела којима се чувају језик, традиција, култура и обичаји царске Метохије и њене родне Ђаковице.

## Рад
Добитник је многих награда и призања и учесник бројних књижевних, културолошких и хуманитарних манифестација.
У манастиру Високи Дечани, архимандрит Сава (Јањић), на књижевној промоцији  књиге “Исповест косовско метохијске душе“, захваљује се сестри Весни, за постојану љубав према светој вери православној и помоћ манастирима и верном народу на Косову и Метохији.
Добија захвалницу манастира Високи  Дечани.
За хуманитарну помоћ народа са Косова и Метохије, Весна Томић добија,  БЛАГОДАРНОСТ ЦРКВЕ СВЕТЕ  ТРОЈИЦЕ  Ротердам Холандија.  Уз благослов проте  Војислава  Билбије.
У крипти цркве Светог Марка у Београду, старешина  Храма протојереј-ставрофор Трајан Којић рекао је, да би књига “Да ли ће и птице бежати са нама“, требало  да, уз библију и молитвеник, буду у сваком дому.
На промоцији у Удружењу књижевника Србије, За збирку поезије ”Материн збор”,  оцењено да је њено ново поетско чедо које чува метохијски говор од нестајања.  Да су њени стихови „материним збором“ овековечили живот и обичаје Срба на Косову и Метохији.
Весна Томић је чест гост бројних књижевних манифестација у земљи и иностранству.  Многе њене песме су и објављиване у зборницима, часописима за књижевност, уметност и културу.Весна Томић је члан Удружењa Књижевника Србије, члан Књижевног Друштва Косова и Метохије, као и других удружења писаца.
По природи својој је и хуманиста па се бави и хуманитарним радом. Члан је хуманитарног фонда „Свети Никола“.
Живи и ради у Београду.
Запослена у Јавна Медијска Установа Радио Телевизије Србије. Пословне јединице Финансија – Књиговодство.